# Commandant de l'Armée canadienne
Le commandant de l'Armée canadienne (Commander of the Canadian Army en anglais) est le directeur institutionnel de l'Armée canadienne des Forces Armées Canadiennes de Sa Majesté, c'est-à-dire l'armée de terre du Canada. 
Il porte également le titre de chef d'état-major de l'Armée (Chief of the Army Staff en anglais). Avant 2011, la position était nommée chef d'état-major de l'Armée de terre. Cette position existe depuis que le Commandement mobile fut renommé en Commandement de la Force terrestre dans les années 1990. Avant cela, la position était occupée par le commandant du Commandement mobile. Le commandant de l'Armée canadienne est un officier du grade de lieutenant-général, le second plus haut grade de la hiérarchie des Forces armées canadiennes. Le commandant de l'Armée canadienne est basé dans les quartiers généraux de la Défense nationale à Ottawa en Ontario.

## Liste

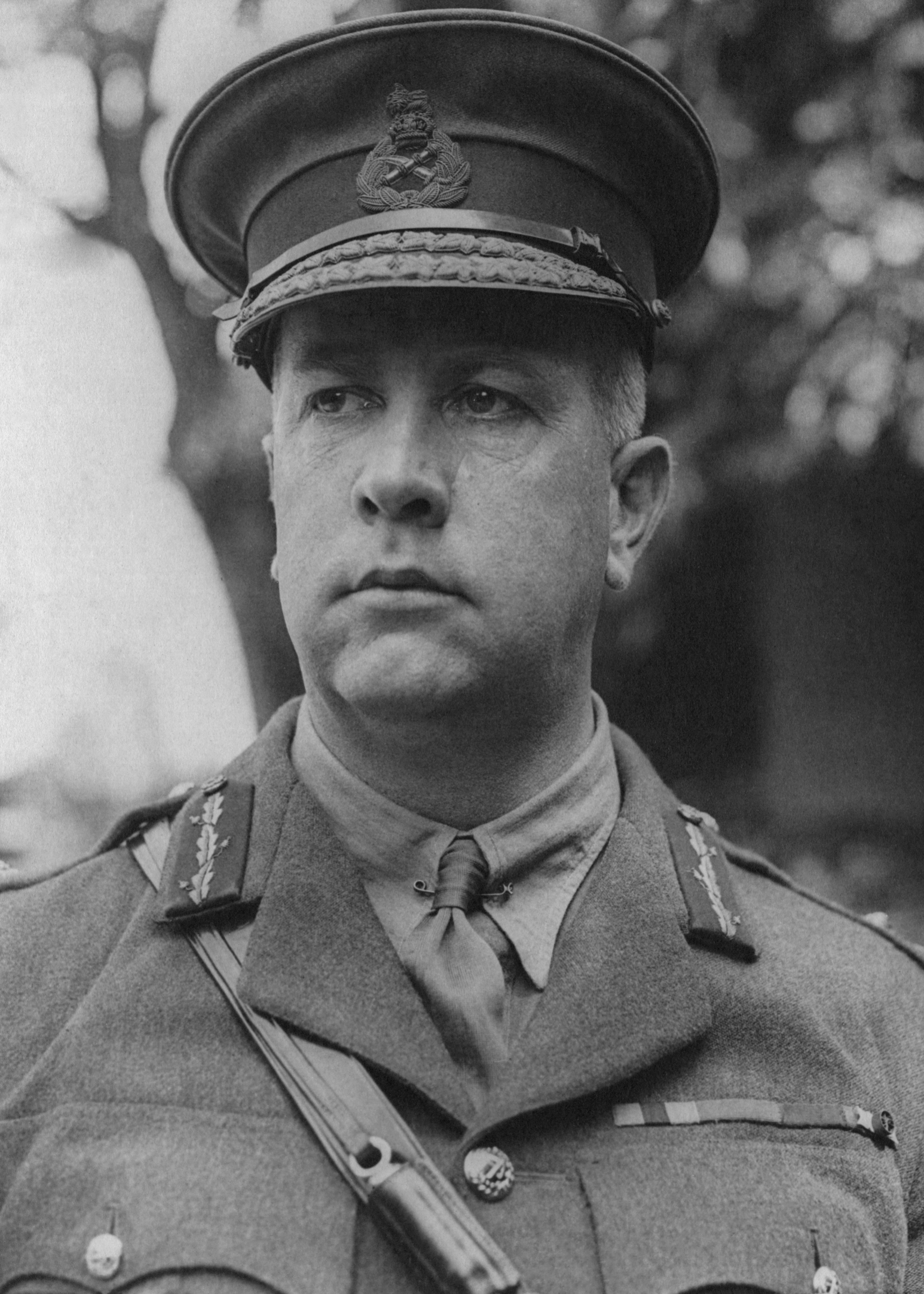
Arthur Currie, inspecteur-général et conseiller militaire de 1919 à 1920

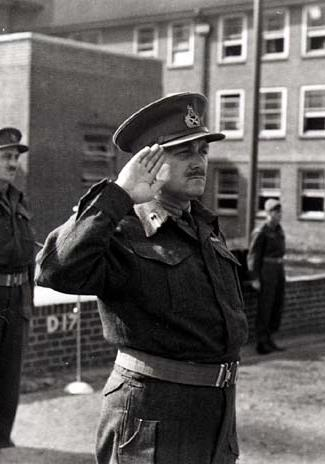
Charles Foulkes, chef de l'état-major général de 1945 à 1951

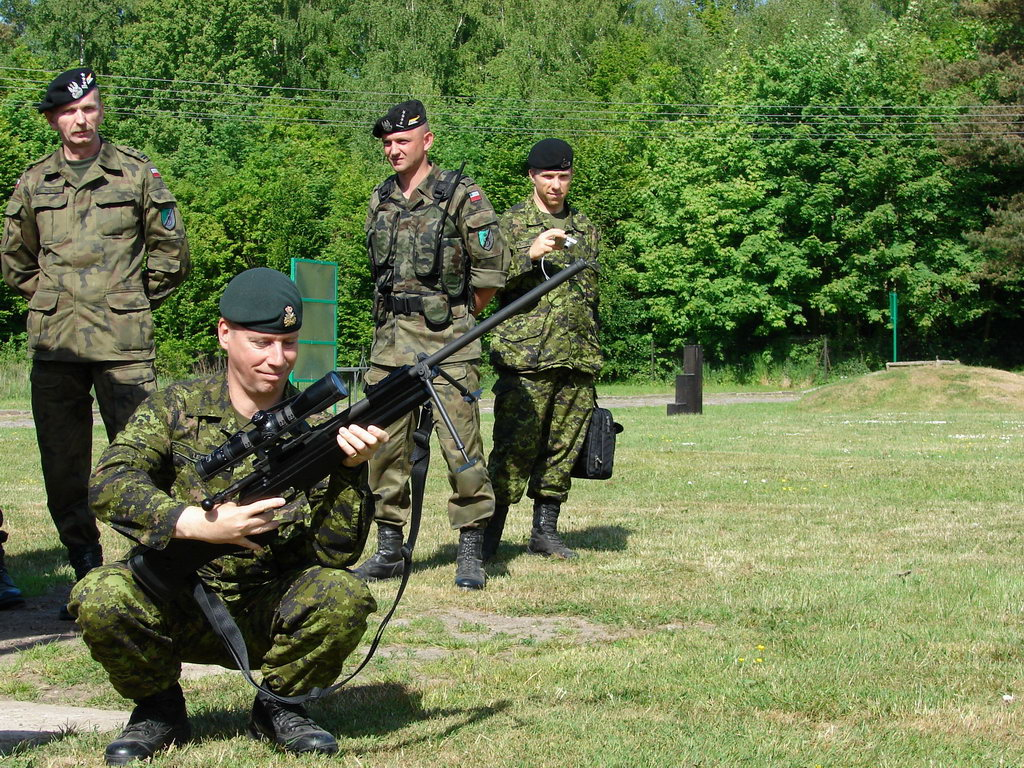
Andrew Leslie, chef d'état-major de l'Armée de terre de 2006 à 2010

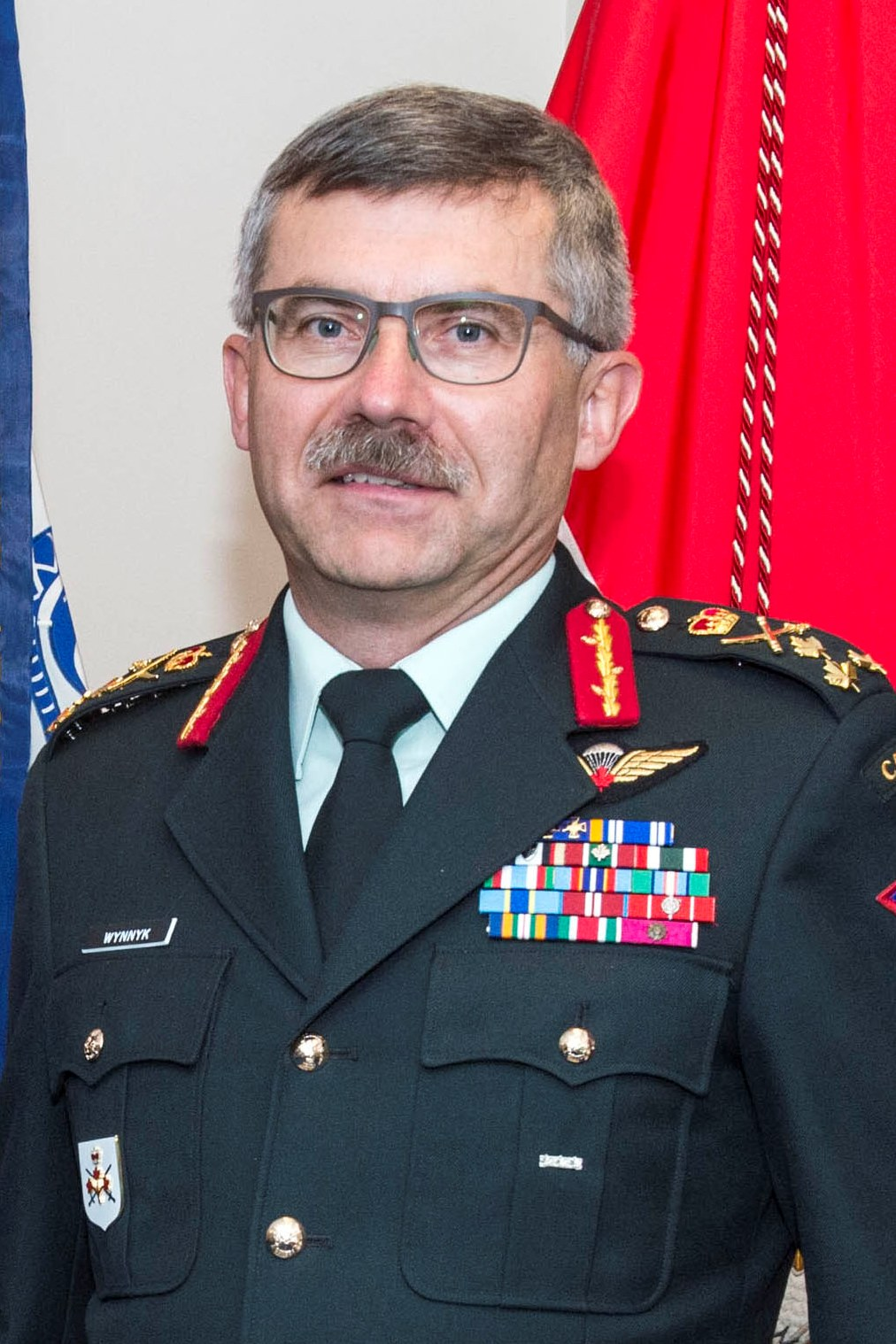
Le lieutenant-général Paul Wynnyk, commandant de l'Armée canadienne de 2016 à 2018

Officier général commandant la Milice canadienne
- Lieutenant-général Edward Selby Smyth de 1875 à 1880
- Major-général Richard Luard de 1880 à 1884
- Major-général Frederick Middleton de 1884 à 1890
- Major-général Ivor Herbert, baron Treowen de 1890 à 1895
- Major-général William Julius Gascoigne de 1895 à 1898
- Major-général Edward Hutton de 1898 à 1900
- Major-général Richard Hebden O'Grady Haly de 1900 à 1902
- Major-général Douglas Cochrane, earl de Dundonald

Chef de l'état-major général
- Major-général Percy Lake (en) de 1904 à 1908
- Major-général William Dillon Otter de 1908 à 1910
- Major-général Colin John Mackenzie (en) de 1910 à 1913
- Major-général Willoughby Gwatkin (en) de 1913 à 1919

Inspecteur-général et conseiller militaire
- Général Arthur Currie de 1919 à 1920

Chef de l'état-major général
- Major-général James Howden MacBrien (en) de 1920 à 1927
- Major-général Herbert Cyril Thacker (en) de 1927 à 1928
- Major-général Andrew McNaughton de 1929 à 1935
- Major-général Ernest Charles Ashton (en) de 1935 à 1938
- Major-général Thomas Victor Anderson (en) de 1938 à 1940
- Lieutenant-général Harry Crerar de 1940 à 1941
- Lieutenant-général Kenneth Stuart (en) de 1941 à 1943
- Lieutenant-général John Carl Murchie (en) de 1944 à 1945
- Lieutenant-général Charles Foulkes de 1945 à 1951
- Lieutenant-général Guy Simonds de 1951 à 1955
- Lieutenant-général Howard Graham (en) de 1955 à 1958
- Lieutenant-général Samuel Findlay Clark (en) de 1958 à 1961
- Lieutenant-général Geoffrey Walsh (en) de 1961 à 1964

Commandant du Commandement mobile
- Lieutenant-général Jean-Victor Allard de 1965 à 1966
- Lieutenant-général William Anderson (en) de 1966 à 1969
- Lieutenant-général Gilles Turcot (en) de 1969 à 1972
- Lieutenant-général William Milroy (en) de 1972 à 1973
- Lieutenant-général Stanley Waters (en) de 1973 à 1975
- Lieutenant-général Jacques Chouinard (en) de 1975 à 1977
- Lieutenant-général Jean-Jacques Paradis (en) de 1977 à 1981
- Lieutenant-général Charles H. Belzile (en) de 1981 à 1986
- Lieutenant-général Jim Fox (en) de 1986 à 1989
- Lieutenant-général Kent Foster (en) de 1989 à 1991
- Lieutenant-général Jim Gervais (en) de 1991 à 1993

Chef d'état-major de l'Armée de terre
- Lieutenant-général Gord Reay de 1993 à 1996
- Lieutenant-général Maurice Baril de 1996 à 1997
- Lieutenant-général William Leach de 1997 à 2000
- Lieutenant-général Mike Jeffery de 2000 à 2003
- Lieutenant-général Rick Hillier (promu plus tard au grade de général) de 2003 à 2005
- Lieutenant-général Marc Caron de 2005 à 2006
- Lieutenant-général Andrew Leslie de 2006 à 2010
- Lieutenant-général Peter Devlin de 2010 à 2011

Commandant de l'Armée canadienne et chef d'état-major de l'Armée
- Lieutenant-général Peter Devlin de 2011 à 2013
- Lieutenant-général Marquis Hainse de 2013 à 2016
- Lieutenant-général Paul Wynnyk de 2016 à 2018
- Lieutenant-général Jean-Marc Lanthier de 2018 à 2019
- Général Wayne Eyre de 2019 à 2022
- Lieutenant-général Jocelyn Paul de 2022 à 2024
- Lieutenant-général Michael Wright depuis 2024

## Annexe